# Siechnice (gmina)
Siechnice (do 31 grudnia 2009 gmina Święta Katarzyna) – gmina miejsko-wiejska w województwie dolnośląskim, w powiecie wrocławskim. Siedzibą gminy jest miasto Siechnice.
Według danych z 31 grudnia 2019 roku gminę zamieszkiwało 22 878 osób.
Do końca 2009 roku gmina nosiła nazwę Święta Katarzyna, a jej siedzibą władz była wieś Święta Katarzyna.

## Historia
Historia osadnictwa na terenie gminy sięga 4200 lat p.n.e. W końcowym okresie wczesnego średniowiecza pojawiają się w dokumentach pierwsze wzmianki o miejscowościach dzisiejszej gminy.
Pierwsze wzmianki o Świętej Katarzynie (łac. Santa Katherine) pochodzą z 1257, zaś o Siechnicach (łac. Sechenice) z 1253. Od średniowiecza wiele wsi należało do wrocławskich zakonów czy kościołów, później również do rady miejskiej i mieszczan wrocławskich. W dobie podziału dzielnicowego Śląska teren gminy należał do księstwa wrocławskiego.
Dokumenty historyczne nie odnotowują zniszczeń wojennych, aż do wojny trzydziestoletniej – kiedy to zniszczeniu uległa sama Święta Katarzyna.
Przełom XIX i XX wieku to szybki rozwój przemysłowy północnej części gminy i budowa w Siechnicach huty stali chromowej Czechnica, elektrociepłowni i instytutu doświadczalnego. Huta i zakład doświadczalny już nie istnieją. Pozostałością po hucie jest wielka hałda w Siechnicach, usypana z popiołów i odpadów produkcyjnych zakładu. Materiał ten zawiera duże ilości metali ciężkich, a znajduje się w odległości 300 metrów od terenów wodonośnych Wrocławia. Huta została zamknięta w wyniku protestów mieszkańców Wrocławia w połowie lat 90. XX wieku. Obecnie gmina jest częstym miejscem osiedlania się ludności z Wrocławia. W roku 2006 w gminie zamieszkały 444 nowe osoby.
Gmina Święta Katarzyna w Polsce powojennej zaczęła funkcjonować po II wojnie światowej na terenie tzw. Ziem Odzyskanych (tzw. II okręg administracyjny – Dolny Śląsk). 28 czerwca 1946 gmina – jako jednostka administracyjna powiatu wrocławskiego – weszła w skład nowo utworzonego woj. wrocławskiego.
1 stycznia 1951 z gminy Święta Katarzyna wyłączono gromady Ołtaszyn i Wojszyce, włączając je wraz z sąsiednim miastem Brochowem do Wrocławia. 
Według stanu z 1 lipca 1952 gmina składała się z 15 gromad: Iwiny, Karwiany, Kotowice, Mokry Dwór, Ozorzyce, Radwanice, Rzeplin, Siechnice, Suchy Dwór, Sulimów, Ślęza i Św. Katarzyna. Gmina została zniesiona 29 września 1954 wraz z reformą wprowadzającą gromady w miejsce gmin.
Jednostkę przywrócono 1 stycznia 1973 wraz z kolejną reformą reaktywującą gminy. 1 czerwca 1975 roku gmina weszła w skład nowo utworzonego mniejszego woj. wrocławskiego.
W związku z otrzymaniem praw miejskich przez, znajdującą się na obszarze tej wiejskiej gminy, miejscowość Siechnice z dniem 1 stycznia 1997 roku, jednostka została przekształcona w gminę miejsko-wiejską, siedziba gminy pozostała jednak w Świętej Katarzynie i nazwa gminy została niezmieniona. Przez to Święta Katarzyna była jedną z dwóch gmin miejsko-wiejskich w Polsce, której siedzibą nie było miasto; drugą gminą tego typu była (i jest nadal) gmina Nowe Skalmierzyce (porównaj też z gminą Silnowo w latach 1993–94). Była to także jedyna gmina miejsko-wiejska w Polsce posiadająca wójta, a nie burmistrza. 1 stycznia 1999 roku gmina powróciła do powiatu wrocławskiego w nowo utworzonym województwie dolnośląskim.
W październiku 2008 roku przeprowadzono konsultacje w sprawie przeniesienia siedziby władz gminy do miasta Siechnice, w którym 65% głosujących opowiedziało się za przeniesieniem siedziby (głosowało 20% uprawnionych). Rada Ministrów przygotowała projekt rozporządzenia, zgodnie z którym siedziba władz gminy Święta Katarzyna miała zostać przeniesiona do Siechnic, a sama gmina zmienić nazwę na gmina Siechnice. Rozporządzenie to weszło w życie z dniem 1 stycznia 2010.

## Położenie
Gmina Siechnice bezpośrednio graniczy z Wrocławiem, w jego południowo-wschodniej części. Od północy ogranicza ją rzeka Odra. Na terenie gminy znajduje się zespół wydm parabolicznych.

## Demografia
- Piramida wieku mieszkańców gminy Siechnice w 2014 roku[16]:

## Transport
Komunikację umożliwia rozbudowany układ dróg krajowych i wojewódzkich, łączących gminę z Wrocławiem, Opolem i Strzelinem. Przez gminę przebiegają 3 linie kolejowe ze stacjami w Siechnicach, Świętej Katarzynie, Kotowicach i Żernikach Wrocławskich oraz przystankiem w Zębicach Wrocławskich.
Gmina jest organizatorem Siechnickiej Komunikacji Publicznej.

## Struktura powierzchni
Według danych z roku 2002 gmina Święta Katarzyna (obecnie Siechnice) miała obszar 98,57 km², w tym:
- użytki rolne: 68%
- użytki leśne: 10%

Gmina stanowiła 8,83% powierzchni powiatu.

## Nagrody i wyróżnienia
Gmina Święta Katarzyna została trzykrotnym laureatem konkursu „Gmina Fair Play – Certyfikowana Lokalizacja inwestycji” (w latach 2003, 2004 i 2005), otrzymała tytuł „Złota Lokalizacja Inwestycji” przyznany przez kapitułę nagrody „Gmina Fair Play” z uwagi na trzykrotne otrzymanie nagrody „Gmina Fair Play”.

## Sąsiednie gminy
- Czernica
- Domaniów
- Kobierzyce
- Oława
- Wrocław
- Żórawina

## Miasta partnerskie
- Sin-le-Noble, Francja